# Jefferson Vieira da Cruz
Jefferson Vieira da Cruz (3 juli 1981) is een voormalig Braziliaans voetballer.

## Carrière
Jefferson speelde tussen 1999 en 2007 voor Flamengo, Bangu, Sagan Tosu, Yokohama FC en Fagiano Okayama FC.